# Girolamo Mocetto

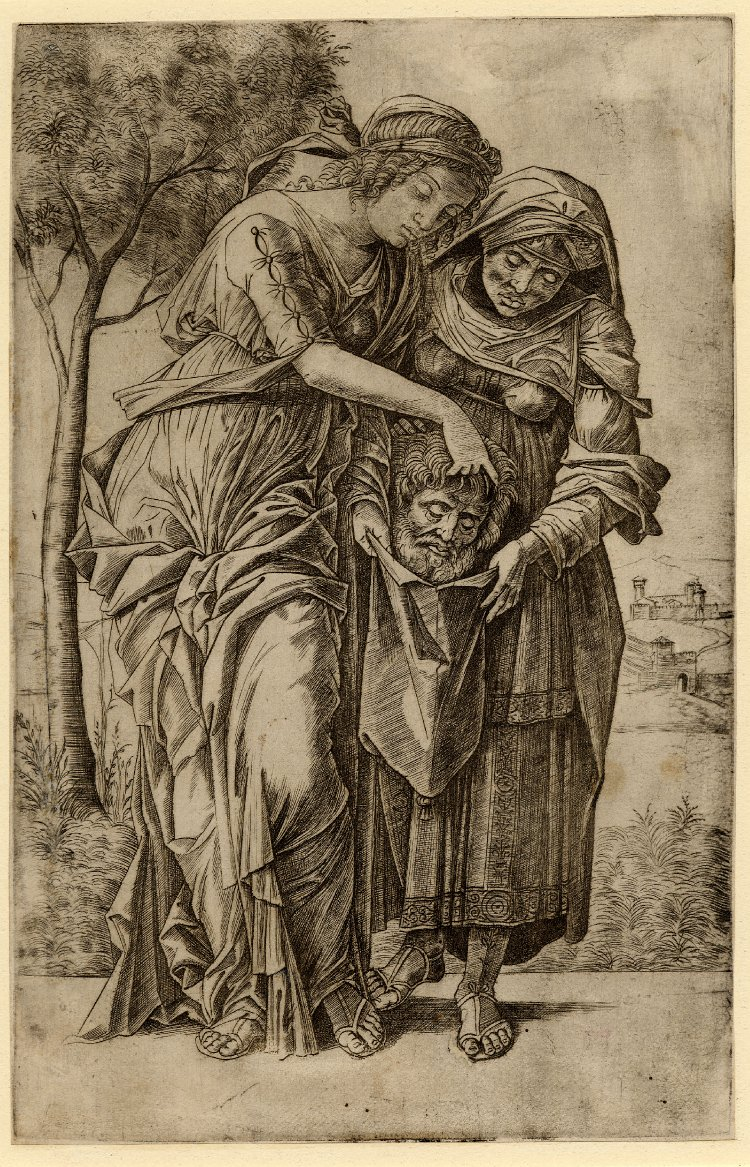
Judith con la cabeza de Holofernes (1500/05), grabado a partir de una obra de Mantegna.

Girolamo Mocetto (ca. 1470, Murano – después de 1531, Venecia; activo entre 1490 y 1530) fue un grabador y pintor de frescos, óleos, temples y vitrales italiano del Renacimiento. Entre sus influencias principales estuvieron Domenico Morone, Giovanni Bellini, Bartolomeo Montagna, Cima da Conegliano, y especialmente Andrea Mantegna. Se le conoce principalmente como grabador, habiendo alcanzado gran éxito con sus grabados realizados a partir de las obras de otros artistas.

## Vida
La familia Mocetto se dedicaba a la pintura de vidrieras. No se conoce su fecha de nacimiento más que por estimaciones; inicialmente se la situaba en la década de 1450, pero posteriores investigaciones concluyeron que tal cosa se debía a una mala lectura de un documento. Su matrimonio, fechado en 1494, y el de su padre, fechado en 1445, permiten localizar su nacimiento más plausiblemente hacia 1470.
Se le ha identificado con el Hieronymo depentor ("Jerónimo pintor") que formaba parte del equipo que trabajó dirigido por Giovanni Bellini en la pintura de la sala del consejo del Palacio del Dux de Venecia en 1507. Probablemente no fue su primer trabajo, dado que se le atribuyen grabados de estilo bellinesco de muchos años anteriores. Vuelve a aparecer documentado en 1517, pintando la fachada de una casa de Verona cuyos propietarios también llevaban el apellido Mocetto, por lo que se les supone parientes. La última documentación sobre su actividad está fechada en Venecia en agosto de 1531, un testamento por el que deja sus bienes a su hijo Domenico.
Con tan escasos datos, y aunque no hay testimonio de otras estancias fuera de Venecia, se ha sugerido su posible paso por Mantua, lo que explicaría las marcas de agua mantovanas de algunos ejemplares de su grabado Judith con la cabeza de Holofernes, y características de estilo estrechamente relacionadas con la obra de Giulio Campagnola, presente en esa ciudad en 1499.

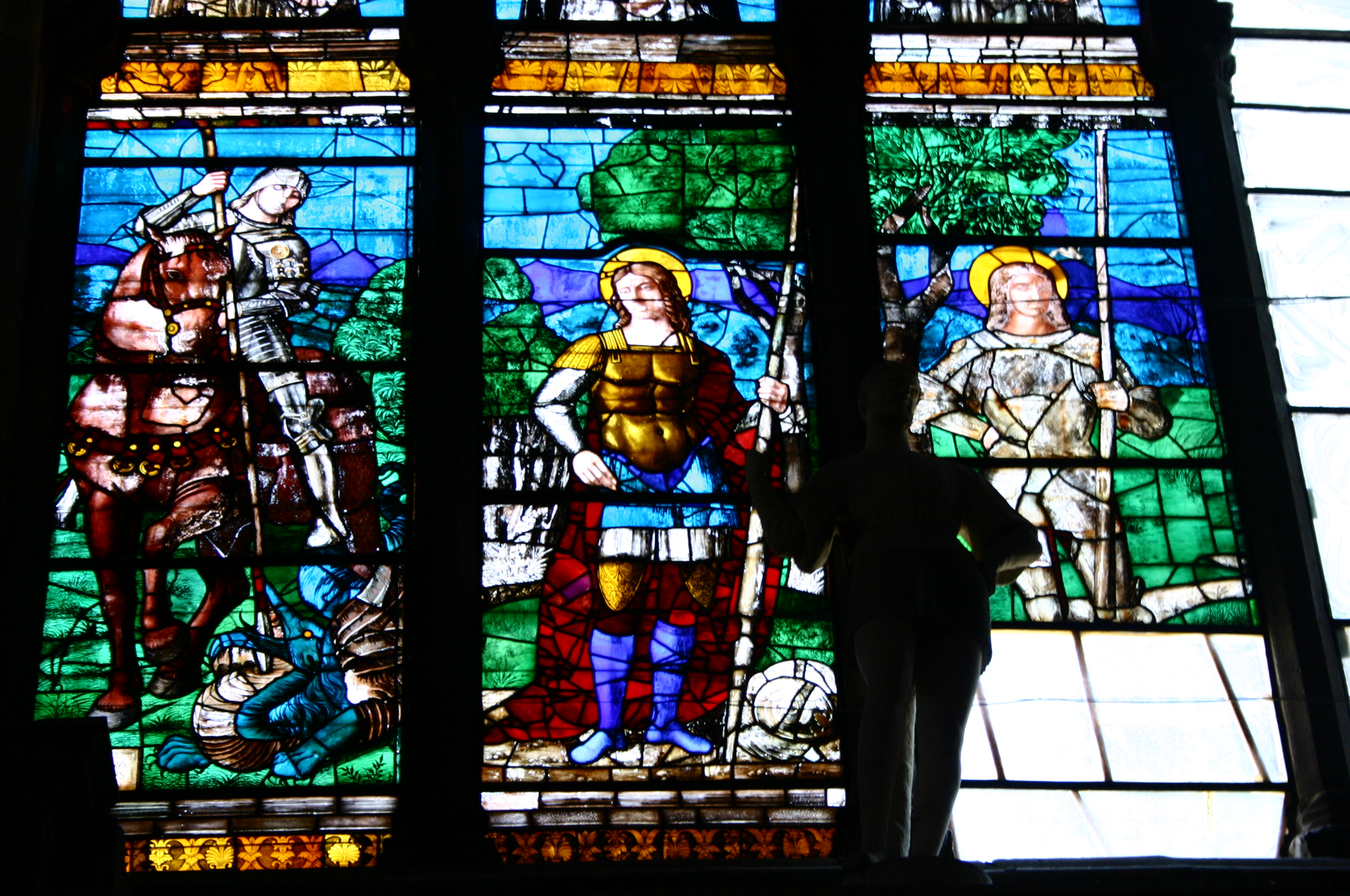
San Teodoro y Los santos Juan y Pablo, paneles de las vidrieras de la Basílica de San Juan y San Pablo (Venecia), ca. 1515.

## Obra
Ninguna obra de las que se le atribuyen (un total de 17 grabados, 10 pinturas y varios paneles de vidrieras) está datada antes de 1490, y las únicas fechadas con claridad son unas ilustraciones sin figuras en un libro publicado en 1514, de poca utilidad para establecer una cronología de su estilo.
Mientras que sus pinturas han sido calificadas de "derivativas en la forma y mediocres en calidad", sus grabados son más sustanciales. Son generalmente de gran tamaño, con varios de ellos impresos a partir de múltiples planchas, y la mayor parte parecen ser reproducciones de pinturas, de él mismo o de otros artistas. Su estilo varía poco: es "indisciplinado" e incluso "ingenuo" (naïve), marcado por la aplicación suelta y libre de una densa trama de incisiones cruzadas. Su más famosa obra es Judith con la cabeza de Holofernes, basado en una obra de Mantegna (invertida, como es habitual en los grabados), que también se conoce por otras copias, y que se data en la década de 1490, aunque con el añadido de un segundo state varios años posterior: el paisaje de estilo veneciano. En un ejemplar conservado en el British Museum "presionó la tienta con un trapo para producir un patrón de tono de superficie. Un grupo de grabados basados en diseños de Mantegna y su círculo parecen preceder a otro grupo en que usa sus propios diseños, y por último a otro grupo donde se refleja el estilo de Giovanni Bellini. Parece que, al contrario de otros grabados que reproducen diseños de Mantegna, los de Mocetto no fueron realizados bajo la supervisión del maestro.
Los paneles para las vidrieras de la basílica de San Juan y San Pablo (Venecia), realizados hacia 1515, se consideran los mejores trabajos en esta técnica de Mocetto.

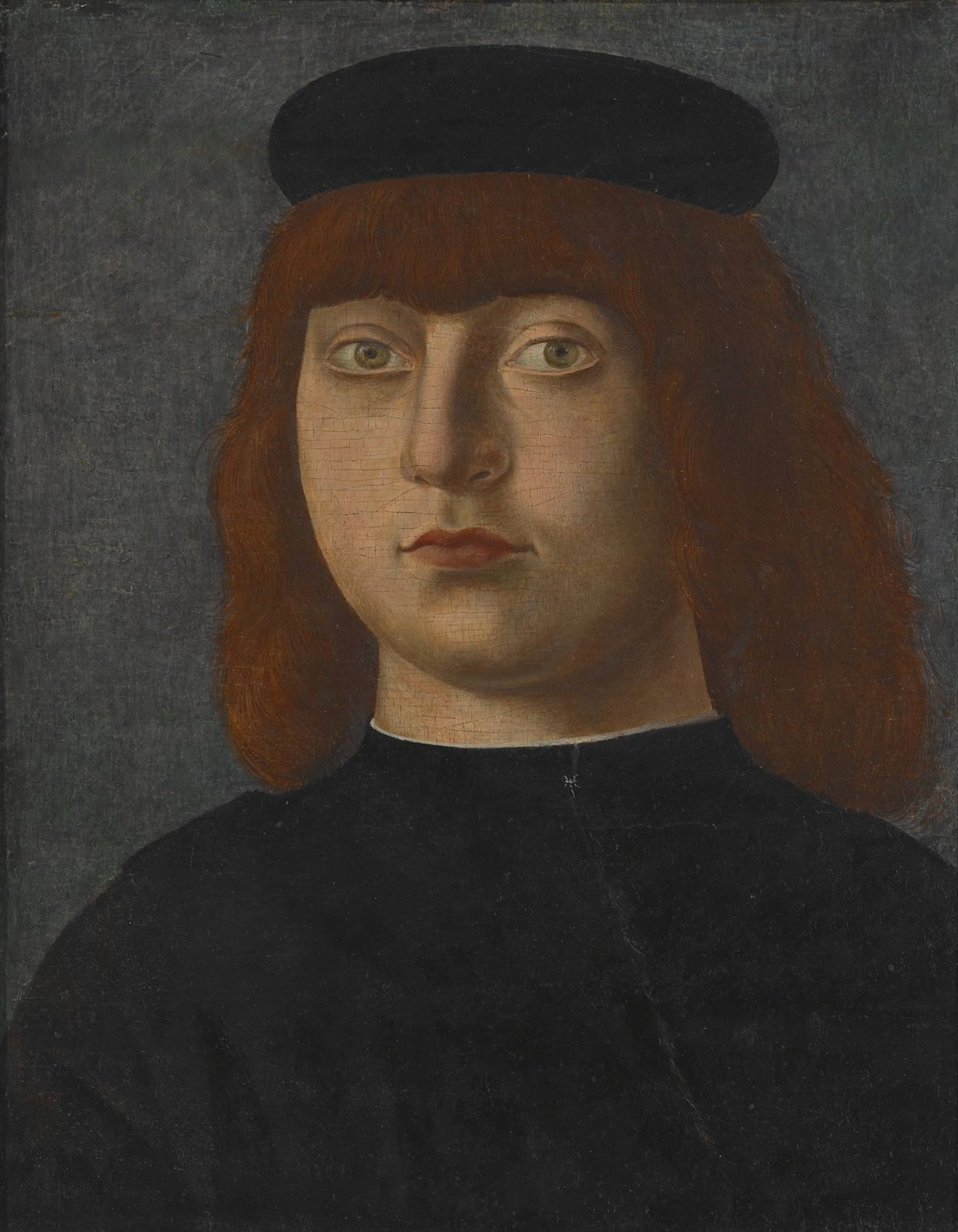
Retrato de caballero, temple y óleo sobre tabla. 31.1 x 24.8 cm. Atribuido al círculo de Mocetto.
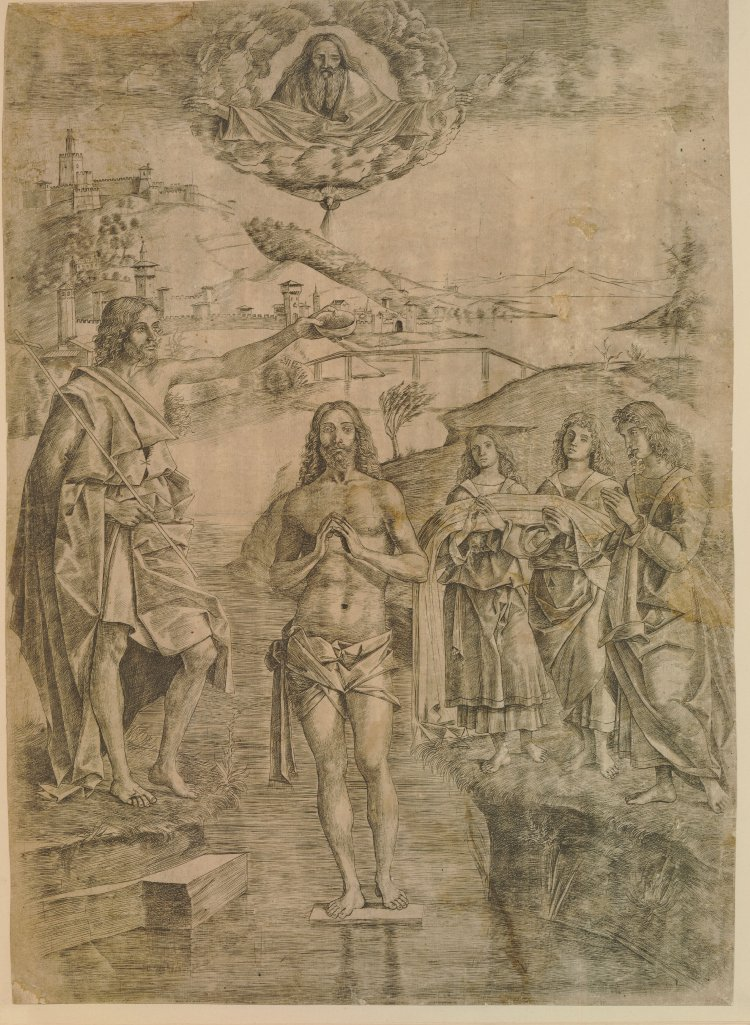
Bautismo de Cristo, grabado. Reproduce la obra homónima de Bellini.
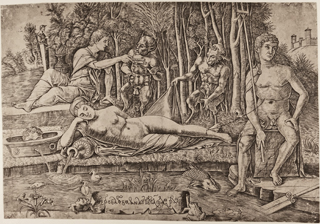
La metamorfosis of Amymone, grabado.
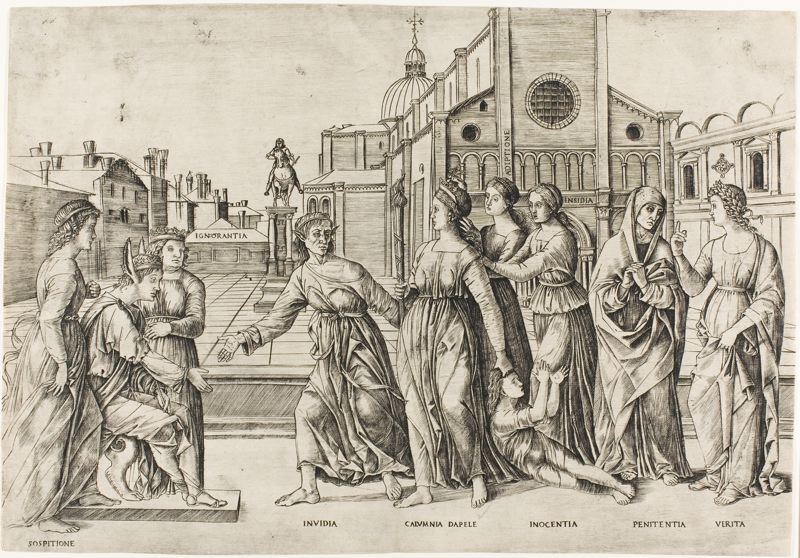
La calumnia de Apeles, grabado.